# راكب التنين
راكب التنين (بالألمانية: Drachenreiter) هي رواية أطفال ألمانية صدرت عام 1997 من تأليف كورنيليا فونكه. تُرجمت إلى الإنجليزية، نشرت دار بيت الدجاج هذه الرواية عام 2004 في المملكة المتحدة وفي الولايات المتحدة من قبل مؤسسة إستلاستيك، باستخدام ترجمة أنتيا بيل. تتبع الرواية مغامرات التنين الفضي فايردراك، والمخلوق الشبيه بالقط سوريل، والصبي اليتيم بن، في سعيهم للعثور على جزء خيالي من جبال الهيمالايا يُسمى "حافة الجنة" ليجدوا مكانًا آمنًا للتنانين .
أصبحت الرواية ناجحة بشكل كبير بعد إصدارها باللغة الإنجليزية، وبقيت على قائمة نيويورك تايمز لأكثر الكتب مبيعًا لمدة 78 أسبوعًا، واحتلت المركز الأول في قائمة الكتب الأكثر مبيعًا للأطفال.
نُشر الجزء التكميلي “راكب التنين: ريشة غريفين ” بعد أكثر من عقد في عام 2017 صُدر فيلم مقتبس بنفس الاسم في عام 2020.

## الحبكة
فايردريك هو تنين شاب يعيش في وادٍ مخفي في اسكتلندا مع تنانين آخرين. بعد أن أدرك أن البشر ينوون أن يُغمروا الوادي وأن التنانين الذين يعيشون هناك لم يعدوا آمنين، ينطلق فايردريك بتوجيه من أكبر أعضاء عشيرته (سليتبيرد) لتجنب "الذهبي" والعثور على حافة السماء، موقعًا أسطوريًا يعد ملاذًا آمنًا لجميع التنانين.
يسافر فايردريك إلى المدينة مع صديقته سوريل، وهي جني غابات لها ملامح قط، للبحث عن جيلبرت غرايتيل، الفأر المتخصص في صنع الخرائط. يلتقي الثنائي ببن الذي يزود سوريل بملابس بشرية لتستطيع التنكر والبحث عن جيلبرت بينما يبقى فايردريك مختفيًا. بعد العثور على جيلبرت وتقديم الدفعة المالية، يسلم جيلبرت خريطة تقود إلى جبال الهيمالايا، وتحدد المناطق الخطرة على طول الطريق. بما أنه يمكنه الطيران فقط في الليل، لا يضيع فايردريك الوقت ويرغب في المغادرة على الفور. يقرر هو وسوريل أيضًا إحضار بن معهم. بعد أن يتناقش بن وسوريل حول ما إذا كانوا يجب أن يتجهوا شرقًا في وقت مبكر أم لا، ينتهي بهم الأمر في سلسلة جبال مليئة بالأقزام. ينام فايردريك بينما يشرق الشمس وينتظر الأقزام حتى يستيقظ. خلال نومه، يهرع أحد الأقزام، غرافلبيرد، إلى القلعة في نفس السلسلة الجبلية، مكشوفًا نيتلبراند، الذهبي، وهو وحش شبيه بالتنين يهدف إلى اصطياد وقتل وأكل التنانين، وخادمه تويجليغ الهومونكولوس. بعد سماعه عن الثلاثي، يقرر نيتلبراند متابعتهم، آملا في اصطياد وقتل آخر التنانين بسبب فشله منذ عقود.
فايردريك وسوريل وبن يطيران في الطريق، لكنهم يُفَاجَؤون قريبًا بالخروج عن مسارهم بسبب عاصفة، يصلون شاطئ مصر. يصادفون وحشًا شبيهًا بالدجاج يُعرف باسم الباسليسك ومجموعة من علماء الآثار المتعصبين، يصادق الحزب في النهاية عالم طيب القلب يُدعى البروفيسور جرينبلوم. تشك سوريل في البداية لكنها سرعان ما تقترب منه. يعطي البروفيسور جرينبلوم بن إحدى الحُرَش الباردة المعدنية التي لديه، والتي كانت تنتمي في يوم من الأيام إلى نيتلبراند بدون أن يعرف البشر. ينقل تويجليغ الأخبار إلى نيتلبراند، الذي يتوجه على الفور إلى موقع الحفر للعثور على البروفيسور جرينبلوم واستعادة الحُرُش. في غضون ذلك، ينطلق البحث عن الثلاثة بناءً على نصيحة البروفيسور لطلب نصيحة الجن، الذي له ألف عين يرى كل شيء. ينجح بن في تحقيق متطلبات الجن الغامضة بالسؤال: "أين تكمن حافة السماء؟" يظهر جواب السؤال في عينين من ألف عين للجن؛ إنها مسار، مميز بنهر السند، وسلسلة جبال، ودير. وبعد هذا الدير يكمن حافة السماء. في الدير، يجب على بن أن يكسر ضوء القمر على رأس التنين الحجري. يعطيه الجن أيضًا نبوءة: "عندما يأتي ذلك اليوم، ستشير عشرون إصبعًا إلى طريق حافة السماء، وسيكون الفضة أكثر قيمة من الذهب."
في الوقت نفسه، يعقب نيتلبراند جرينبلوم الذي تمكن من الهروب منه. يتم اكتشاف تويجليغ لكنه يُسمح له بالبقاء بسبب قدرته القريبة من الكمال على فهم وترجمة أي لغة. لقد تعلق كثيرًا ببن، ويبدأ في نقل معلومات زائفة إلى سيده، مما يجعله يتجه نحو وسط الصحراء حيث يتعرض لهجوم من رجال الرمال، يهرب الوحش في النهاية. بينما يطيرون فوق المحيط، يحدث خسوف للقمر ولا يستطيع فايردريك (الذي يعيش على ضوء القمر) الطيران، يسقط ويهبط على ظهر ثعبان بحري في البداية مخيف ولكن ودود. توافق على أن تأخذ الأصدقاء إلى باكستان حيث سيتلاقون مع الدراكولوجية زبيدة غالب. هي الوحيدة التي تعرف طريقة لمساعدة فايردريك على الطيران بدون ضوء القمر. على طول الطريق، تحكي لهم الثعبان البحري (بين أمور أخرى) عن نيتلبراند وجيشه من غراب العينين الحمر. وبينما يستمر الرحلة السلمية على ظهر الثعبان، يُلاحظون من قبل أحد جواسيس نيتلبراند من غرابه. تقوم سوريل برمي حجرًا مغلفًا بلعابها اللاصق على الغراب. يلتصق الحجر بجناح الغراب ويُرسله بحالة من الذعر إلى الشاطئ. في باكستان، يدخل الأصدقاء قرية يعيش فيها زبيدة الدراكولوجية ويجدون أيضًا البروفيسور جرينبلوم. انضمت زوجته وابنته، غوينيفير، إليه بسبب الحادث مع نيتلبراند. متفاعلين بعمق، يقارن الطرفان ما وجدوه، الذي يشير إلى حقيقة محزنة واحدة - أن نيتلبراند يطارد التنانين الذين يعيشون في حافة السماء، ويتوقع من فايردريك أن يجدهم له.
الدكتورة غالب تكشف عن أسطورة راكب تنين كان يعيش في القرية من قبل. بن هو تجسيد له، ومصيره هو إنقاذ التنانين الفضية من عدو فظيع. لا يمر وقت طويل حتى ينزلق غرابان آخران من نيتلبراند عليهما. تحاول سوريل الحيلة بلعابها مرة أخرى، مع بعض الشرارات من نار التنين مضافة إلى الخليط. لا تلتصق الحجارة، ولكن الغربان يتغيرون بالفعل أمام أعين الجميع، ويتحولون إلى بعض السرطانات. هذه الغرابة الجديدة من جانب نيتلبراند تثير قلق الباحثين، مما يدفع في النهاية تويجليغ إلى الكشف عن نواياه الأصلية كجاسوس لنيتلبراند. يكشف أيضًا عن أصل نيتلبراند - أن الكيميائي خلق نيتلبراند كآلة لقتل التنانين للحصول على قرونهم التي استخدمها في تجاربه لإنتاج الذهب. تم صنع تويجليغ وأشقاؤه الهومونكولوس الآخرين الإحدى عشر كرعاة لنيتلبراند. عندما اختبأت التنانين الفضية، قتل نيتلبراند الكيميائي وأكل جميع إخوة تويجليغ، ثم توجه للصيد بمفرده.
زبيدة عرضت على فايردريك ليس فقط مقبرة الراكب التنين الأصلي ولكن أيضًا نوعًا من الزهور التي تجمع ضوء القمر في شكل قطرات الندى على أوراقها. بعد شرب “ندى القمر” هذا، يمكن لفايردريك الطيران حتى إذا لم يكن هناك قمر على الإطلاق. تنقسم الأطراف الاثنان لفقدان مطاردة نيتلبراند في الجبال. بعد لقاء خطير مع الروك، يتم إجبارهم على الخروج عن المسار واللجوء إلى وادٍ. يستمر نيتلبراند في متابعة زورق حيث البروفيسور جرينبلوم وعائلته، على علم بأنهم سيقودونه إلى فايردريك تتم رؤيتهم بواسطة غينيفير. في الوادي، يأتي المساعدة لفايردريك ورفاقه على شكل لولا جرايتيل، ابنة جيلبرت. كانت لولا ترسم الخرائط لعمها وتقودهم إلى الدير. هناك، يُرحب بهم الرهبان، الذين ينظرون إلى فايردريك كمحمل للحظ السعيد. كما أنه هنا حيث يقوم بن بـ “كسر ضوء القمر” - حجر القمر الذي يحتفظ به الرهبان لهذا الغرض. بن يحطم حجر القمر ويستدعي مساعدة الجني البني ذو الأربعة أذرع، يدعى بور-بور-تشان. يوافق على أن يقود فايردريك، سوريل، تويجليغ، وبن إلى حافة السماء. لكنه يحذر أن أسرة فايردريك قد تدهورت إلى جبناء مستلقين على الأرض نتيجة الاختباء من نيتلبراند. أثناء انتظار لحظة المغادرة، يكتشف الفريق جرافلبيرد (الذي تهدده نيتلبراند ليصبح جاسوسًا آخر) ولكنهم يفشلون في القبض عليه. يطيرون في طريقهم بسرعة، مع نيتلبراند في المطاردة. إلى حزن تويجليغ، في وسط حافة السماء يوجد بحيرة كبيرة، بوابة مثالية لنيتلبراند، الذي يمكنه السفر فورًا عبر الماء. للتأكد من صحة توقعاته، تأخذ لولا تويجليغ في طائرتها الصغيرة للتحقيق وللتشتت لنيتلبراند، في حين أعلى الآخرين يبحثون عن كهوف التنانين. هناك، يلتقون بتنينة تُدعى مايا. إنها الوحيدة الحية هناك، حيث تحولت الحجارة العشرون الأخرى إلى حجر بسبب نقص القمر.
خارجًا، وجدت لولا وتويجليغ جرافلبيرد. في الصراع الذي يلي، يتم أخذ قبعة القزم (التي تعمل كمعوض ارتفاع) من قبل تويجليغ. على الفور، يصاب جرافلبيرد بمرض الجبال، مما يسمح له بأن يكون أسيرًا. نيتلبراند، الذي يعرف الآن مكانهم، قادم. لا أحد يعرف كيف يمكنهم إيقافه أبدًا لأنه أقوى بعشرين مرة من تنين ومنيع ضد نيران التنانين الأخرى. بالاشمئزاز، تبصق سوريل على الحرش الذهبي الذي أعطاه البروفيسور لبن. مستوحى من نجاحه مع الغربان، ينفخ فايردريك النار عليه ويحوله إلى طلاء ذهبي. يأتي تويجليغ بخطة. يتظاهر بأنه لا يزال مخلصًا لنيتلبراند ويحرر جرافلبيرد ثم يرسله مرة أخرى إلى نيتلبراند. يطلب الذهبي المتحمس للنجاح القادم من القزم لتلميع درعه. لسوء حظ نيتلبراند، تم استبدال ملمع الدروع بلعاب البراوني. عندما يدخل نيتلبراند الكهف، يتم الهجوم عليه فورًا بواسطة فايردريك ومايا ولولا في طائرتها. أخيرًا، تجتمع التنانين معًا وتضرب نيتلبراند بالنار. رد فعل لعاب البراوني على الفور، مذيبًا درع نيتلبراند ومدمرًا له. يذوب نيتلبراند ليكشف عن شيء لا يعدو كونه ضفدعًا تحته. بينما الشركة تحدق بدهشة في هذا التحول، يدخل جرافلبيرد. لقد رأى الأحجار الكريمة الرائعة وتكوينات الصخور في الكهف ويرغب في تحسينها بمهارته، مكشوفًا أن فعل ذلك سيعيد التنانين المتحجرة إلى الحياة. في غضون أيام قليلة، يتم استيقاظ جميع التنانين الفضية مرة أخرى. ذهب فايردريك ومايا يطيران مع سوريل وبور-بور-تشان لإعادة أعضاء أنواعهم الأخرى إلى ديارهم. بن وتويجليغ ذهبا للعيش مع البروفيسور جرينبلوم وعائلته. بعد شهرين، وصلت الأنباء إلى البشر بأن فايردريك قد أقنع التنانين الفضية بالانضمام إليه إلى حافة السماء. بفارغ الصبر لرؤية أصدقائهم مرة أخرى، قضى بن وغينيفير وقتهما في التحقيقات الأخرى عن “المخلوقات الوهمية” حتى يمكنهما زيارة التنانين الفضية مجددًا.

## استقبال
بعد أن أُصدِرت بإشادةٍ نقدية في ألمانيا عام 1997، تُرجمت الرواية إلى الإنجليزية وصدرت في الولايات المتحدة عام 2004، حيث حققت نجاحًا هائلًا. ظلت “راكب التنين ” على قائمة أفضل الكتب مبيعًا في صحيفة نيويورك تايمز لمدة 78 أسبوعًا، ووصلت إلى المرتبة الأولى في قائمة أفضل الكتب للأطفال.

## تتمة
في أواخر عام 2015، كشفت كورنيليا فونكه عن تفاصيل حول تكملة لرواية راكب التنين بعنوان “ريشة غريفين”. تدور أحداث التكملة بعد مرور عامين على أحداث الكتاب الأول، حيث يعيش بن مع عائلة جرينبلوم في محمية للكائنات تأسست في النرويج. نُشر الكتاب في ألمانيا تحت عنوان “راكب التنين : ريشة غريفين ” في 23 سبتمبر 2016، مع خطط لنشره باللغة الإنجليزية في العام التالي 2017. نُشر “راكب التنين: ريشة غريفين” في 5 يوليو 2017. أعلنت فونكه أيضًا عن خطط لكتاب ثالث، يحمل اسمًا مؤقتًا “مغامرة البركان ”، الذي سيكون بتنسيق رواية مصورة، بالإضافة إلى تفاعل مع الهواتف المحمولة.

## اقتباس
اُصدر فيلم طويل يحمل نفس الاسم في عام 2020.

## روابط خارجية
راكب التنين في قاعدة بيانات الخيال العلمي على الإنترنت